# 알타이 SK

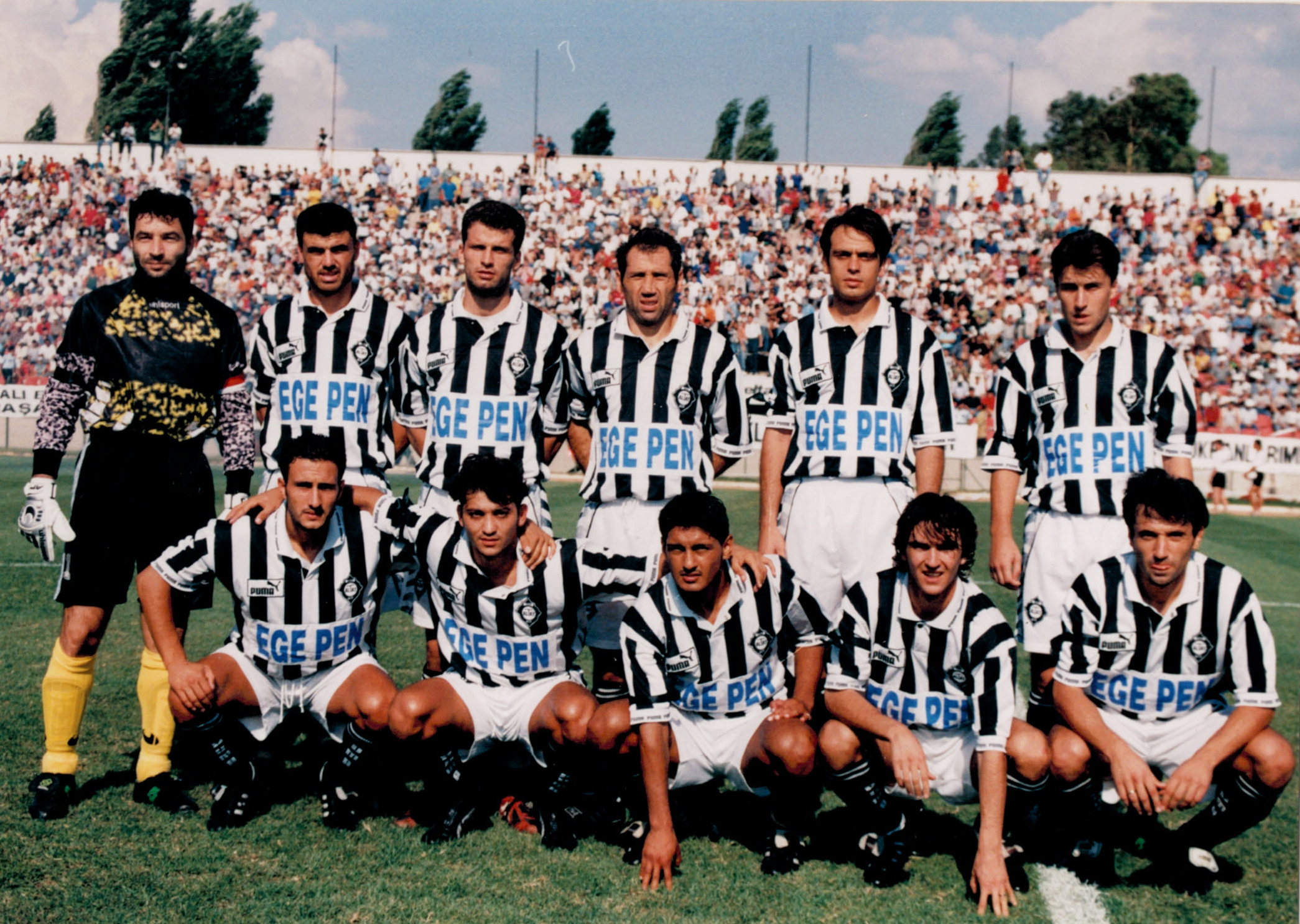

알타이 SK(Altay S.K.)는 터키 이즈미르 주 이즈미르를 연고지로 한 축구 클럽이다.

## 선수 명단

### 현역
참고: FIFA 자격 규정에 따라 소속된 국가대표팀 국기를 표시합니다. 선수는 복수의 FIFA 비회원국 국적을 가지고 있을 수 있습니다.
| 번호 | 포지션 | 국적     | 이름          |
| ---- | ------ | -------- | ------------- |
| 11   | FW     | 튀르키예 | 무라트 울루츠 |

| 번호 | 포지션 | 국적 | 이름 |
| ---- | ------ | ---- | ---- |

## 역대 감독
| 감독                | 임기        |
| ------------------- | ----------- |
| 메쇠이 칼만         | 1986        |
| 밀로시 밀루티노비치 | 1987 ~ 1988 |
| 브와디스와프 주무다 | 1989 ~ 1990 |

틀:알타이 SK 선수 명단